# York Museum Gardens
Les York Museum Gardens sont des jardins botaniques situés au centre de York, en Angleterre, au bord de la rivière Ouse. Ils couvrent une superficie de 10 acres (4 ha) sur les anciens terrains de l’abbaye Sainte-Marie, et ont été créés dans les années 1830 par la Yorkshire Philosophical Society en même temps que le Yorkshire Museum.
Les jardins sont détenus en fiducie par le Conseil municipal de York et sont gérés par le York Museums Trust. Ils ont été conçus par le paysagiste John Murray Naysmith, et contiennent une variété d'espèces de plantes, d'arbres et d'oiseaux. L'entrée est gratuite. Divers événements ont lieu dans les jardins, tels que des représentations théâtrales en plein air et des activités de festival.
Plusieurs bâtiments historiques se trouvent dans les jardins. Ils contiennent les vestiges de l'angle ouest du fort d’Eboracum, notamment la Tour Multangulaire et des parties des murs romains. Dans la même zone se trouve également la tour anglienne, probablement construite sur les vestiges d'une forteresse de la fin de la Bretagne romaine. Au Moyen Âge, la tour est agrandie et les murs romains sont intégrés aux remparts de York. La plupart des autres bâtiments datant du Moyen Âge sont associés à l'abbaye Sainte-Marie, notamment les ruines de l'église abbatiale, l'Hospitium, la loge et une partie du mur d'enceinte subsistant. Les vestiges de la chapelle et de la crypte de l'hôpital Saint-Léonard se trouvent à l'est des jardins. La Yorkshire Philosophical Society construit plusieurs bâtiments dans les jardins au cours du XIXe siècle et du début du XXe siècle, notamment le Yorkshire Museum et son observatoire octogonal. Le musée abrite quatre collections permanentes couvrant la biologie, la géologie, l'archéologie et l'astronomie.

## Histoire
Les jardins, offerts à la Yorkshire Philosophical Society par la famille royale britannique en 1828, occupent une partie des anciens terrains de l’abbaye Sainte-Marie. La société acquiert le terrain pour construire un musée destiné à abriter ses collections ; le Yorkshire Museum est achevé en 1830. Le terrain est concédé à la Yorkshire Philosophical Society à condition que des jardins botaniques soient aménagés sur le site. Ceux-ci sont créés dans les années 1830 par John Murray Naysmith. Ils contenaient à l'origine une serre, un étang et une ménagerie, qui est détruite lorsqu'un ours s'en échappe et contrôle brièvement la zone. La reine Victoria visite les jardins en 1835, l'année de leur première ouverture au public. En 1854, les jardins sont décrits comme « l'une des principales attractions de York ». À cette époque, l'entrée est gratuite pour les membres et, pour les non-membres, elle coûte un shilling, sauf le samedi où elle coûte six pence. 
En 1960, les jardins et le Yorkshire Museum sont cédés en fiducie au Conseil municipal de York et deviennent un jardin public. Depuis 2002, ils sont gérés par le York Museums Trust, ainsi que le Musée du château d'York et la York Art Gallery. L'entretien des jardins est assuré par l'Askham Bryan College of Agriculture,. 